# Михаїл Вурца
Михаїл Вурца, також Михаїл Вурц (грец. Μιχαήλ Βούρτζης, близько 930/935 — після 996) — візантійський воєначальник, стратиг вірменського або арабського походження, родоначальник військової династії. Патрикій і, ймовірно, перший дук Антіохії. Бився проти Фатімідського халіфату. На початку повстання Барди Скліра бився проти повстанців, пізніше перейшов на їхній бік.

## Біографія

### Військова кар'єра при імператорах Никифорі II Фокі й Іоанні I Цимісхії
Михаїл Вурца був першим найвпливовішим представником своєї династії, яка походила з регіону верхнього Євфрату. Згодом Вурці стали одним з основних кланів візантійської військової аристократії XI століття. За припущенням істориків, слово «Вурца» є похідним або від арабського «бурдж», що означає «вежа», або від топоніма Буртцо (він же Сотеріополіс) поблизу Трапезунда. Звідси виходять різні версії про етнічне походження сім'ї. На думку французьких істориків Віталієна Лорана та Жана-Клода Шене, він був арабом, тоді як американський візантиніст грецького походження Пітер Гараніс і російський вірменський історик Микола Адонц наполягають на вірменському походженні сім'ї. Про це ж у виданні для АН АрмСРСР заявляв О. П. Каждан, але водночас в Оксфордському словнику Візантії під його редакцією про можливе походження сім'ї не говориться.
Дата народження Михаїла невідома, але, судячи з його віку під час подальших подій, він народився між 930 і 935 роками. Вперше він згадується в джерелах наприкінці 968 року, коли імператор Никифор II Фока (правив у 963—969 роках) призначив його патрикієм і стратигом феми Маврон Орос (букв. «Чорна гора») в Анатолії, розташованій на південних околицях хребта Нур. Зі столицею в нещодавно побудованій фортеці Паргас, Вурца на чолі тисячі воїнів контролював північні підходи до Антіохії, що знаходилася під арабським пануванням. Діючи всупереч наказу Никифора не атакувати місто за його відсутності, 28 жовтня 969 року Михаїл переконав зрадника, що перебуває в Антіохії, здати одну з головних веж стіни, яку візантійці негайно зайняли. Протягом трьох днів він тримав оборону, борючись з переважними силами супротивника, поки не прибуло підкріплення на чолі зі стратопедархом Петром, яке остаточно відбило місто. Попри те, що цей успіх був би неможливий без Вурца, нагорода була явно не велика: розсердившись на нього за непокору наказам або, згідно з іншою версією, за підпал і руйнування більшої частини міста, імператор Никифор усунув Михаїла з посади і призначив на це місце його родича, Євстафія Малєїна, як першого намісника Антіохії.
Обурений таким зверненням, Вурца приєднався до змови за участю інших великих полководців, незадоволених Никифором, головним з яких був Іоанн Цимісхій. У ніч проти 11 грудня 969 року групі змовників, зокрема Цимісхію і Вурці, вдалося поринути у імператорський палац Буколеон морем. Там вони вбили імператора, а Іоанна проголосили його наступником. Попри визначну роль Михаїла у вбивстві імператора, у джерелах часів правління Іоанна I Цимісхія (правив у 969—976 роках) він практично не згадується. Тільки Ях'я Антіохійський повідомляє, що влітку 971 року з загоном 12 тисяч осіб він керував ремонтом стін Антіохії після землетрусу і там же стратив одного з вбивць антиохійського патріарха Христофора. Невідомо, чи був Вурц призначений командувачем, чи діяв як намісник. Відомо лише, за твердженням Іоанна Скіліці, що в рік смерті Цимісхія Михаїл командував елітною тагмою на посаді стратилату в армії Барди Скліра.

### Військова та державна служба під час правління Василія II

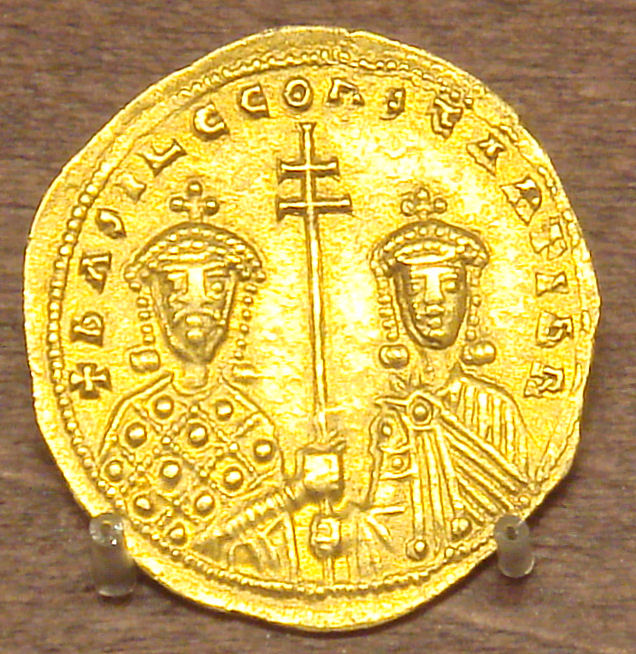
Василій II разом зі своїм братом та співправителем Костянтином

Після смерті Цимісхія влада над Візантією повернулася до законних імператорів, молодим братам Василію II (правив у 976—1025 роках) і Костянтину VIII (співправитель до 1025 року, одноосібно у 1025—1028 роках). Але з огляду на їхні молодості і недосвідченості правління як і раніше здійснювалося могутнім паракімоменом Василем Лакапіним. Майже відразу він вжив заходів, щоб запобігти можливим діям анатолійських магнатів встановити свою владу й «опікунство» над двома молодими імператорами, як це зробили Фока та Цимісхій. Відбулася глобальна перестановка на найважливіших державних і військових посадах на сході імперії, яку пізніші історики, такі як Скіліца, трактували як крок, спрямований на послаблення позицій могутніх стратигів. З цього моменту Вурца був призначений командувачем військами на півночі Сирії з резиденцією в Антіохії. Він, мабуть, був першим, хто отримав титул дук Антіохії. За словами Скіліци, цей крок був зроблений паракімоменом, щоб зруйнувати тісний зв'язок анатолійських стратегів і Михаїла, який, як один із старших воєначальників імперії і де-факто друга особа в державі в роки правління Цимісхія, міг стати ймовірним узурпатором престолу. Майже відразу після призначення Вурца здійснив глибокий рейд фатимідської частини Сирії, досяг Триполі і повернувся з великою здобиччю.
Однак навесні сталося непередбачене: Варда Склір, призначений дукою Месопотамії, підняв повстання і проголосив себе імператором зі столицею в Мілетене. Люди імператора наказали Вурці повести свої війська на північ, приєднатися до армії Євстафія Малеїна, намісника Кілікії, і не дати заколотнику перетнути гори Антитавр. Залишивши сина керувати Антіохією, Вурца підкорився наказу і рушив на північ. У наступній битві біля фортеці Лапара у Фемі Ліканд (осінь 976 року) об'єднані сили лоялістів були розбиті, і, згідно з літописцями, першим з бою вийшов саме Вурца. Як багатозначно коментує Скіліца, його поведінка під час битви пояснювалася або боягузтвом, або злим умислом. Без сумніву, незабаром після цього Михаїл покинув імператорський табір і приєднався до Скліра. За словами сучасника Михаїла Ях'є Антіохійському, Вурца спочатку втік до фортеці у Фемі Анатолік, але Склір пішов за ним й умовив перейти на його бік. Завдяки втечі Вурці, Склір взяв Антіохію під свій контроль. Вурца наказав своєму синові покинути місто і приєднатися до заколоту, а місто залишилося в руках араба Кулайба, який незабаром був скинутий іншим арабом, Убайдаллахом, який також приєднався до заколоту Скліра. Влітку 977 року Вурца разом з Романом Таронітом командував військами Скліра, який стежив за операціями Імперської армії, що просувалася з Котайона в Іконіон. З Алеппо до столиці в той час йшов караван з даниною. Спроба його захоплення залучила ці дві сили в імпровізовану битву біля Оксілітоса, яка закінчилася поразкою повстанців з високими втратами. Після цього Вурца знову перейшов на інший бік і возз'єднався з імперською армією, яку очолював Барда Фока.
Про кар'єру Вурца на наступні дванадцять років нічого не відомо. У 989 році, коли проти імператора повстав уже Барда Фока, Василій знову довірив посаду дуки Антіохії Михаїлу, мабуть, вважаючи його незамінним. У листопаді 989 року Вурца відбив місто у Льва Фоки, сина Барди, який сам підкорився імператору всього за кілька місяців до цього. З цієї позиції протягом наступних кількох років Вурца стояв на чолі військ, що обороняли кордони імперії у боротьбі з Фатімідами, що відновилася, за контроль над еміратом зі столицею в Алеппо, який знаходився під контролем ослабленої династії Хамданідів.
991 року Михаїл за наказом імператора надав військову допомогу хамданідському еміру Алеппо Сад ад-Дауле, що дозволило останньому перемогти черкеського бунтівника Бакжура, який за підтримки Фатимідів намагався захопити Алеппо. На початку наступного року армія Фатимідів під командуванням Манджутакіна рушила на Алеппо. Воєначальник арабів відправив посильного до Вурці, заявивши, що він воює лише з Хамданідами і не збирається чіпати візантійців, якщо останні дадуть йому дорогу. Вурца не став слухати посланника і заарештував його. Після поразки Хамданідів у битві біля Апамеї, Манджутакін обложив Алеппо і тримав облогу протягом 33 днів, після чого залишив частину своїх військ під містом, а інших відправив битися з Вурцею, який на чолі армії вже висунувся на допомогу місту. У наступній битві біля Сідерофігона (яку араби називають Джиср аль-Хадіс) за кілька кілометрів від міста Вурца та його люди зазнали поразки. Манджутакін розвинув свій успіх, захопивши фортецю Імм, гарнізоном якої командував племінник Михаїла, і взяв його та 300 солдатів у полон. Потім він зробив грабіжницький набіг по території Візантії аж до Германікії. Після цього воєначальник Фатимідів повернувся в Алеппо, але так і не зміг взяти його і пішов пізніше того ж року. Приблизно в той же час мусульманське населення Лаодікеї, морського порту Антіохії, підняло повстання, але Вурца зумів придушити його і депортувавши населення у внутрішні райони Візантії в Малій Азії.
Наприкінці літа 993 року Манджутакін зробив ще одну експедицію, захопивши Апамею і Ларіссу (або Шайзар арабською) і продовживши свої набіги на візантійську фему Антіохія, перш ніж успішно повернутися в Дамаск. Навесні 994 року Манджутакін знову рушив проти Хамданідів. Відповідаючи на їхні заклики про допомогу, Василій II наказав Вурці вирушити з армією на допомогу та послав магістра Льва Меліссіна з підкріпленням до Сирії. Однак 15 вересня 994 року візантійська армія була розгромлена після несподіваної атаки на Оронті. Манджутакін захопив місто Аазаз й успішно продовжував облогу Алеппо до особистого втручання Василія II, який відкинув його з Сирії в блискавичній кампанії наступного року. Ці невдачі, а також звинувачення в тому, що він посилив конфлікт, ув'язнивши посла Фатімідів у 992 році, викликали невдоволення Василія і врешті-решт призвели до заміни Вурца воєначальником Даміаном Далассіном.
Після цієї події слід Михаїла Вурца в джерелах втрачаються. Імовірно він помер восени 995 року. Також відомо, що він мав принаймні троє синів: Михаїла, Феогноста та Самуїла, відомі тим, що вони влаштували змову проти Костянтина VIII після того, як він засліпив сина Михаїла-молодшого, на ім'я Костянтин у 1025—1026 роках.